# 东班江
东班江，又称甘棠河，位于中国广西壮族自治区中南部，是郁江左岸支流，发源于横县北部镇龙乡的那托屯，向西流过九龙瀑布群后进入宾阳县境，过百合水库后转西南流，经宾阳县露圩镇和甘棠镇后复入横县境，于横县峦城镇以北的大江口汇入郁江。干流长82千米，平均比降1.62‰，流域面积890平方千米。